# يوسف زويد
يوسف خميس زويد (11 ديسمبر 1983) لاعب كرة قدم بحريني يلعب حاليا لصالح نادي الدرجة الأولى الحالة البحريني في مركز المهاجم من 2001.